# گرانیت بی (کالیفرنیا)
گرانیت بی (به انگلیسی: Granite Bay) یک منطقهٔ مسکونی در ایالات متحده آمریکا است که در شهرستان پلاسر، کالیفرنیا واقع شده‌است. گرانیت بی ۵۵٫۸۷۰ کیلومتر مربع مساحت و ۲۰٬۴۰۲ نفر جمعیت دارد و ۱۳۱ متر بالاتر از سطح دریا واقع شده‌است.